# Fric-frac en dentelles
Pour plus de détails, voir Fiche technique et Distribution.
Fric-frac en dentelles est un film français réalisé par Guillaume Radot et sorti en 1957.

## Synopsis
Peter Simon, romancier, veut aller se reposer en province, mais sans sa maîtresse, la tumultueuse Eva. Celle-ci disparaît et il est soupçonné de l'avoir tuée par les habitants de la petite ville ou il s'est installé. Un détective amateur et une journaliste, Françoise, mènent l'enquête. Il tombe amoureux de cette dernière et ne dissipe pas les soupçons pour ne pas décevoir tous ceux qui sont excités par le mystère de la disparition d'Eva ce qui ne simplifiera pas la découverte de la vérité. 

## Fiche technique
- Titre : Fric-frac en dentelles
- Réalisation : Guillaume Radot, assisté de Raoul Sangla
- Scénario : Pierre Maudru et Guillaume Radot
- Dialogues : Albert Simonin
- Photographie : Marcel Villet
- Montage : Suzanne Cabon
- Musique : Raymond Lefevre
- Décors : Louis Le Barbenchon
- Son : Jean Lecocq
- Producteur : Guillaume Radot
- Directeur de production : Robert Prévot
- Pays :  France
- Format : Couleur (Ferraniacolor)) — 35 mm — 2,35:1 — Son : Mono
- Genre : Comédie dramatique
- Durée : 85 minutes
- Date de sortie : France - 24 juillet 1957

## Distribution
- Peter Van Eyck : Peter Simon, un écrivain américain à succès soupçonné du meurtre de sa petite amie
- Anne Vernon : Françoise, une journaliste qui fait un reportage sensationnel sur sa personne
- Irène Hilda : Eva, la tumultueuse petite amie de Peter décidée à se venger de lui pour l'avoir quittée
- Darry Cowl : le détective amateur
- Pauline Carton : Mme Latouche
- Maximilienne : Mme Mouilletu
- Jackie Rollin : Mme Espinasse
- Sylviane Humair : Juliette
- Madeleine Damien : Mme Courenju
- Jim Gérald : Caltier
- Paul Demange : M. Espinasse
- Pierre Stephen : Jim Courenju
- Dora Najman : une campeuse
- Jacky Piervil : Roméo
- Geneviève Zanetti : Miss Betterave
- Bruno Balp
- Danièle Dorane
- Jean-Pierre Dréan
- Christian Fourcade
- Monique Vita
- Albert Michel
- Jimmy Urbain
- Louis Viret
- Jo Warfield
- Jean-Claude Rémoleux